# Магнітна буря

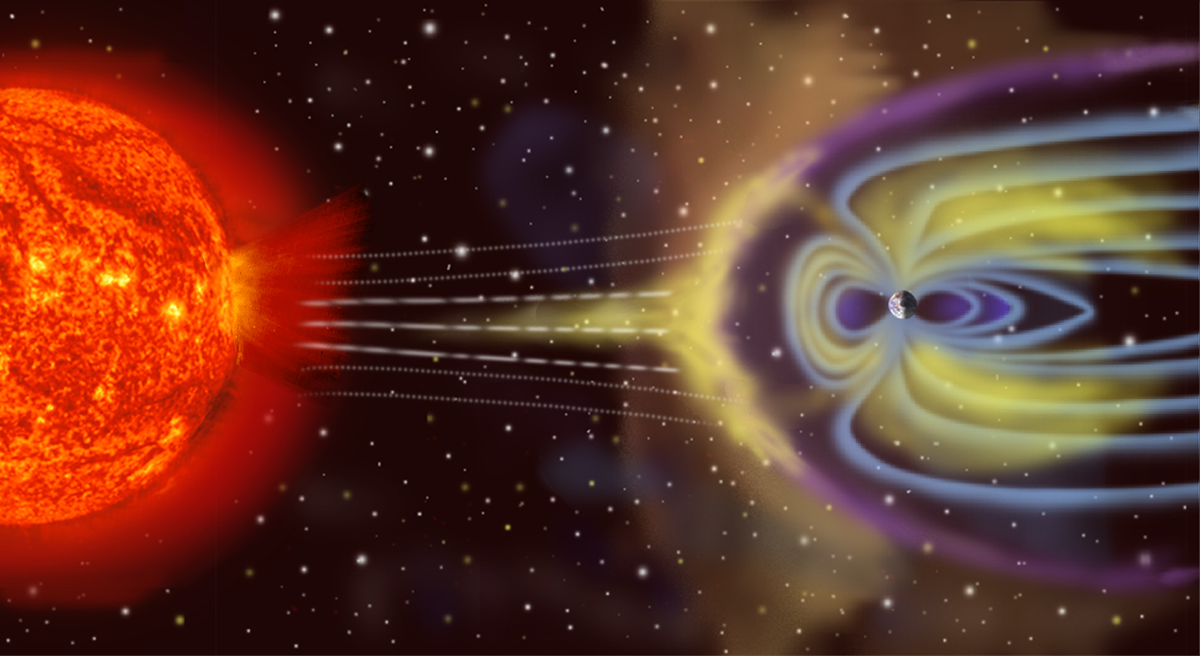
Схема взаємодії сонячного вітру з магнітосферою Землі

Магнітні бурі — збурення магнітного поля Землі тривалістю від кількох годин до кількох діб (від 12 до 72 або більше), викликане надходженням в околиці Землі збуджених високошвидкісних потоків сонячного вітру і пов'язаної з ними ударної хвилі. Геомагнітні бурі відбуваються переважно в високих, середніх і низьких широтах.

## Основні властивості
В космічний простір викидається величезна кількість речовини (здебільшого протонів і електронів), частина яких, рухаючись зі швидкістю 400—1000 км/с, за один-два дні досягає земної атмосфери. Магнітне поле Землі захоплює з космічного простору заряджені частинки. Дуже сильний потік часток збурює магнітне поле планети, через що швидко і сильно змінюються характеристики магнітного поля.
Таким чином, геомагнітна буря — це швидкі й сильні зміни в магнітному полі Землі, що виникають у періоди підвищеної сонячної активності.
Пік активності Сонця під час попереднього сонячного циклу припав на 2001—2002 роки, коли сонячні вітри виходили з поверхні нашого світила майже постійно, а сонячні плями досягли свого максимуму. Тоді ж фахівці відзначали і вкрай несприятливі наслідки активності і для нашої планети — електронне обладнання давало збої, супутники на орбіті працювали з помилками.
Найсильнішою сонячною бурею з усіх будь-коли зафіксованих стала буря 1859 року, відома як «Каррінгтонська подія», яка вивела з ладу більшість магнітних приладів і телеграфні системи. Під час піку вона досягла максимального рівня G5 (Kp=9). Згідно з аналізом шарів льодової кори, подібний викид частинок Сонцем відбувається лише раз на 500 років. Сонячні бурі такої активності можуть спалити штучні космічні супутники і викликати глобальне відключення електрики. Геомагнітна буря рівня G5 (Kp=9) була також зафіксована 10 і 11 травня 2024 року, відповідно дані супутника NASA GOLD показали, що буря значно змінила атмосферу нашої планети.

## Історія
Китайці ще у давні часи помітили, що стрілка компасу може тремтіти або відхилятися. Проте тільки у середині XIX ст. німецький географ та мандрівник Александер фон Гумбольдт вперше описав ці відхилення за своїми спостереженнями у Берлінській обсерваторії. Спочатку такі відхилення віднесли до «шуму», пов'язаного з нерівномірностю підземних джерел магнітного поля. Однак організовані К. Гауссом та В. Вебером скоординовані спостреження за магнітним полем (1836—1841) показали, що ці збурення відбуваються одночасно по всій Землі. Тим часом була організована мережа магнітних обсерваторій у Російській імперії, Європі, в Америці — Гарвардський університет (Кембридж, Массачусетс); Жірардський коледж (Філадельфія); Сітка (Аляска) — 1842—1867. Дані з них підтвердили глобальний характер збурення магнітного поля по всій Землі.
Надалі спостереження за магнітним полем набули систематичного характеру, а мережа обсерваторій розширилася впродовж першого міжнародного полярного року (IPY, 1882—1883): з'явилися точки спостережень у Каліфорнії, а також військові в Барроу, на Алясці та у штаті Вашингтон.
Відомий факт Каррінгтонської магнітної бурі у 1859 р, яку вважають однією з «найпотужніших» серед зареєстрованих, яка ймовірно мала б катастрофічні наслідки для жителів планети у сучасності.
На початку XX ст. Л. Бауер та Дж. Флемінґ узяли шефство над спостереженнями. Неперервні дані почали публікуватися з 1901 року завдяки М.Джетельмену. С. Чепмен запропонував внеземне джерело збурень геомагнітного поля, що підтвердилося пізніше з прямих супутникових вимірювань. Ю. Бартельс (1939) увів перший індекс збурення геомагнітного поля — K-індекс.
Впродовж першого геофізичного року (IGY, 1957—1958 рр.), обсерваторії по всій північній півкулі, як у США, так і у Європі та у СРСР, були модернізовані. Протягом цього року був розроблений спеціальний індекс, Disturbance storm (Dst), для охарактеризування магнітних бур (Sugiura, 1964). Трохи пізніше, у 1966 році, Davis and Sugiura, а також Akasofu запропонували АЕ індекс для характеризування збурення поля на високих широтах, де відбуваються полярні сяйва.
У 1970 було створено NOAA та йому були передані обсерваторії U.S. Geological Survey (USGS) і з тих пір нічого не змінювалося.

## Класифікація магнітних бур
K-індекс — це відхилення магнітного поля Землі від норми протягом тригодинного інтервалу. Індекс, уведений 1938 року Юліусом Бартельсом, є значенням від 0 до 9 для кожного тригодинного інтервалу (0-3, 3-6, 6-9 і т. д.) світового часу.
Kp-індекс — це планетарний індекс. Kp обчислюється як середнє значення K-індексів, визначених на 13 геомагнітних обсерваторіях, розташованих між 44 і 60 градусами північної і південної геомагнітних широт. Його діапазон також від 0 до 9.
G-індекс — п'ятибальна шкала сили магнітних бур, уведена Національним управлінням океанічних і атмосферних досліджень США (NOAA) в листопаді 1999 року. G-індекс характеризує інтенсивність геомагнітної бурі за впливом змін магнітного поля Землі на людей, тварин, електроніку, зв'язок, навігацію тощо. За цією шкалою магнітні бурі поділяються на рівні від G1 (слабкі бурі) до G5 (екстремально сильні бурі). G-індекс відповідає Kp плюс 4; тобто G1 відповідає Kp=5, G2 — Kp=6, G5 — Kp=9.

## Вплив магнітних бур на життя і здоров'я людей
Геомагнітні бурі впливають на багато областей діяльності людини, з яких можна виділити порушення зв'язку, систем навігації космічних кораблів, виникнення поверхневих зарядів на трансформаторах і трубопроводах і навіть руйнування енергетичних систем.
Магнітні бурі також впливають на здоров'я і самопочуття людей. Вони небезпечні в першу чергу для тих, хто страждає артеріальною гіпертонією і гіпотонією, хворобами серця. Приблизно 70 % інфарктів, гіпертонічних кризів та інсультів відбувається саме під час сонячних бур.[джерело?]
Магнітні бурі нерідко супроводжуються головним болем, мігренню, прискореним серцебиттям, безсонням, поганим самопочуттям, зниженим життєвим тонусом, перепадами тиску. Вчені пов'язують це з тим, що при коливаннях магнітного поля сповільнюється капілярний кровообіг і настає кисневе голодування тканин.
У 1930-х роках у Ніцці (Франція) випадково було відмічено, що частота інфарктів міокарда та інсультів у людей похилого віку різко зростала в дні, коли в роботі місцевої телефонної станції спостерігалися сильні порушення аж до повного припинення зв'язку. Згодом було встановлено, що порушення телефонного зв'язку відбуваються під час магнітних бур. На цій підставі і був зроблений висновок, що інфаркти та інсульти, як і самі зриви телефонної мережі, пов'язані з магнітними бурями.[джерело?]
Гострі суперечки викликало свого часу питання про вплив сонячної активності на виникнення нещасних випадків і травматизму на транспорті та у виробництві. На це вперше вказав ще в 1928 році Олександр Чижевський, а в 1950-х роках німецькі вчені Рейнгольд Рейтер та Карл Вернер з аналізу близько 100 тисяч автокатастроф встановили різке збільшення їхньої кількості на другий день після сонячного спалаху. Пізніше російський судовий медик з Томська Володимир Десятов виявив різке зростання числа самогубств (у 4—5 разів у порівнянні з днями спокійного Сонця) також на другу добу після спалаху на Сонці. А це якраз відповідає початку магнітних бур.[джерело?]
У Ялті, в НДІ ім. Сеченова за п'ять років було обстежено 1842 хворих, з яких 445 страждало на гіпертонічну хворобу, 815 — на церебральний атеросклероз, 582 — на ішемічну хворобу. Дослідження показали, що погіршення стану здоров'я цих хворих було тісно пов'язано із сонячними та магнітними бурями. З початком сонячної бурі (в день посилення Сонячної активності) збільшувалося число випадків погіршення здоров'я хворих, що страждають на гіпертонічну хворобу. Під час магнітних бур виявлялися симптоми погіршення стану хворих, що страждають серцево-судинними захворюваннями, ставали частішими випадки підвищення артеріального тиску, погіршувався коронарний кровообіг.[джерело?]
Магнітні бурі змусили вчених останнім часом уважно спостерігати за невеликою шишкоподібною залозою, яка називається епіфіз. Епіфіз виробляє гормон мелатонін, який діє як імуностимулятор, тобто відновлює порушену імунну систему людини. Але найголовніше — мелатонін керує біоритмами людини, змушує її вночі спати, а вдень активно діяти. Підвищення рівня мелатоніну викликає непереборне бажання спати. Під час магнітних бур характер виділення мелатоніну порушується, біоритми «пливуть», що найчастіше призводить до найсумніших наслідків. Вплив сонячної активності на виникнення захворювань встановив ще в 20-х роках Чижевський О. Л.. Його вважають[джерело?] основоположником науки — геліобіології та одним з основоположників космічної біології. На міжнародному конгресі біофізиків в Нью-Йорку в 1939 р. Олександра Чижевського назвали «Леонардо да Вінчі XX століття».[джерело?] У тому ж 1939 р. Чижевського висунули кандидатом на Нобелівську премію.[джерело?] З тих пір проводяться дослідження, накопичуються наукові дані, що підтверджують вплив сонячних і магнітних бур на здоров'я людини. Помічено, що погіршення стану хворих максимально виявляється, по-перше, відразу після сонячного спалаху і, по-друге, з початком магнітної бурі. Це пов'язано з тим, що приблизно через 8 хвилин від початку сонячного спалаху сонячне світло (а також рентгенівське випромінювання) досягають атмосфери Землі і викликають там процеси, що впливають на функціонування організму, а приблизно через добу починається сама магнітосферна буря на Землі.
До негативного впливу магнітних бур вразливі за різними даними від 50 до 75 % населення Землі. При цьому момент початку стресової реакції може зсуватися щодо початку бурі на різні терміни для різних бур і для конкретної людини. Багато людей починають реагувати не на самі магнітні бурі, а за 1-2 дні до них, тобто в момент спалахів на самому Сонці.
Також відмічено, що до 50 % населення планети здатні до адаптації, тобто до зменшення до нуля реакції на кілька магнітних бур, що йдуть підряд одна за одною з інтервалом 6-7 днів, і що молоді люди практично не відчувають впливу магнітних бур.[джерело?]
У теорії впливу магнітних бур на людину є супротивники, які дотримуються тієї думки, що гравітаційні збурення, пов'язані зі зміною взаємного розташування Землі, Місяця та планет сонячної системи, незмірно малі в порівнянні з тими, яким люди піддаються у звичайному житті (вібрації, прискорення і гальмування в громадському транспорті, різкий спуск і підйом тощо).